# Lucio Ianiero
Lucio Ianiero (Toronto, 13 dicembre 1966) è un ex calciatore ed ex giocatore di calcio a 5 canadese.

## Carriera
Ianiero come calciatore ha partecipato al Campionato mondiale di calcio Under-20 del 1985 ed al FIFA Futsal World Championship 1989 .
A livello di club, Ianiero ha giocato negli Hamilton Steelers nella prima Canadian Soccer League segnando nove reti e trasferendosi poi per due anni nella American Professional Soccer League per i Toronto Blizzard nel 1993 ed i Toronto Rockets nel 1994. Si è poi trasferito ai St. Catharines Roma Wolves dove ha continuato a giocare ininterrottamente dal 1995 al 2006, anno del suo ritiro.
Ianiero è diventato allenatore dell'anno 2000 nella Canadian Professional Soccer League come allenatore e giocatore dei St. Catharines Roma Wolves con cui vinse il titolo l'anno successivo. Attualmente svolge il lavoro di insegnante superiore e di allenatore presso il St. Catharines Jets Girls Soccer Club.